# Stonewall (Texas)
Pour les articles homonymes, voir Stonewall.
Stonewall est une census-designated place du comté de Gillespie, dans l’État du Texas, aux États-Unis.

## Démographie
| Groupe            | Stonewall | Texas | États-Unis |
| ----------------- | --------- | ----- | ---------- |
| Blancs            | 82,2      | 70,4  | 72,4       |
| Autres            | 13,7      | 14,3  | 11,2       |
| Métis             | 2,6       | 2,7   | 2,9        |
| Amérindiens       | 1,0       | 0,7   | 0,9        |
| Afro-Américains   | 0,6       | 11,9  | 12,6       |
| Total             | 100       | 100   | 100        |
|                   |           |       |            |
| Latino-Américains | 36,0      | 37,6  | 16,7       |

Selon l'American Community Survey, pour la période 2011-2015, 62,04 % de la population âgée de plus de 5 ans déclare parler l'anglais à la maison, 26,03 % l'espagnol, 6,57 % l'arabe, 2,43 % l'allemand et 2,92 % une autre langue.

## Patrimoine
La Trinity Lutheran Church est un Recorded Texas Historic Landmark depuis 1989.